# Giles-Gletscher
Der Giles-Gletscher ist ein Hängegletscher im westantarktischen Ellsworthland. Er fließt in der Sentinel Range des Ellsworthgebirges ostwärts entlang der Südseite des Gebirgskamms Moyher Ridge zum Thomas-Gletscher.
Das Advisory Committee on Antarctic Names benannte ihn 2006 nach dem US-amerikanischen Bohrtechniker J. David
Giles vom Polar Ice Coring Office der University of Nebraska, der zwischen 1993 und 1998 diverse Bohrprojekte des United States Antarctic Program am Taylor Dome, am Südpol in der Windless Bight und auf dem Kamb-Eisstrom unterstützte.